# 동부 콘퍼런스 (MLS)
동부 콘퍼런스(Eastern Conference)는 애틀랜타 유나이티드 FC, 샬럿 FC, 시카고 파이어, 콜럼버스 크루 SC, FC 신시내티D.C. 유나이티드, 인터 마이애미 CF, CF 몽레알, 내슈빌 SC, 뉴잉글랜드 레벌루션, 뉴욕 레드불스, 뉴욕 시티 FC, 올랜도 시티 SC, 필라델피아 유니언, 토론토 FC로 이루어진 콘퍼런스 있다. 2000년부터 2001년까지는 동부 디비전(Eastern Division)였다.

## 동부 콘퍼런스 소속 팀
| 구단명                 | 연고지                  | 경기장                   | 수용 인원     | 창설          | 가맹          |               |
| 동부 콘퍼런스          | 동부 콘퍼런스           | 동부 콘퍼런스            | 동부 콘퍼런스 | 동부 콘퍼런스 | 동부 콘퍼런스 | 동부 콘퍼런스 |
| ---------------------- | ----------------------- | ------------------------ | ------------- | ------------- | ------------- | ------------- |
| 콜럼버스 크루 SC       | 오하이오주 콜럼버스     | 로우어닷컴 필드          | 20,371명      | 1994년        | 1996년        |               |
| D.C. 유나이티드        | 워싱턴 D.C.             | 아우디 필드              | 20,000명      | 1996년        | 1996년        |               |
| 인터 마이애미 CF       | 플로리다주 포트로더데일 | DRV PNK 스타디움         | 18,000명      | 2014년        | 2020년        |               |
| 뉴잉글랜드 레벌루션    | 매사추세츠주 폭스버러   | 질레트 스타디움          | 20,000명      | 1994년        | 1996년        |               |
| 뉴욕 레드불스          | 뉴저지주 해리슨         | 레드불 아레나            | 25,000명      | 1994년        | 1996년        |               |
| 시카고 파이어          | 일리노이주 시카고       | 솔저 필드                | 61,500명      | 1997년        | 1998년        |               |
| 토론토 FC              | 온타리오주 토론토       | BMO 필드                 | 21,800명      | 2006년        | 2007년        |               |
| 필라델피아 유니언      | 펜실베이니아주 체스터   | 스바루 파크              | 18,500명      | 2006년        | 2010년        |               |
| CF 몽레알              | 퀘벡주 몬트리올         | 스타드 사푸토            | 20,341명      | 2010년        | 2012년        |               |
| 뉴욕 시티 FC           | 뉴욕주 뉴욕             | 양키 스타디움            | 54,251명      | 2013년        | 2015년        |               |
| 올랜도 시티 SC         | 플로리다주 올랜도       | 익스플로리아 스타디움    | 25,000명      | 2013년        | 2015년        |               |
| 애틀랜타 유나이티드 FC | 조지아주 애틀랜타       | 메르세데스-벤츠 스타디움 | 29,322명      | 2014년        | 2017년        |               |
| FC 신시내티            | 오하이오주 신시내티     | TQL 스타디움             | 26,000명      | 2015년        | 2019년        |               |
| 내슈빌 SC              | 테네시주 내슈빌         | 닛산 스타디움            | 69,143명      | 2017년        | 2020년        |               |

## 역대 동부 콘퍼런스 라인업
| 연도          | 클럽 | 클럽 수 |
| ------------- | --- | ------- |
| 1996년~1997년 | 콜럼버스 크루 · D.C. 유나이티드 · 뉴잉글랜드 레벌루션 · 뉴욕/뉴저지 메트로스타스 · 탬파베이 뮤터니 | 5개     |
| 1998년~1999년 | 콜럼버스 크루 · D.C. 유나이티드 · 메트로스타스 · 마이애미 퓨전 FC · 뉴잉글랜드 레벌루션 · 탬파베이 뮤터니 | 6개     |
| 2000년~2001년 | D.C. 유나이티드 · 메트로스타스 · 마이애미 퓨전 FC · 뉴잉글랜드 레벌루션 | 4개     |
| 2002년~2004년 | 시카고 파이어 · 콜럼버스 크루 · D.C. 유나이티드 · 메트로스타스 · 뉴잉글랜드 레벌루션 | 5개     |
| 2005년        | 시카고 파이어 · 콜럼버스 크루 · D.C. 유나이티드 · 캔자스시티 위저즈 · 메트로스타스 · 뉴잉글랜드 레벌루션 | 6개     |
| 2006년        | 시카고 파이어 · 콜럼버스 크루 · D.C. 유나이티드 · 캔자스시티 위저즈 · 뉴잉글랜드 레벌루션 · 뉴욕 레드불스 | 6개     |
| 2007년~2009년 | 시카고 파이어 · 콜럼버스 크루 · D.C. 유나이티드 · 캔자스시티 위저즈 · 뉴잉글랜드 레벌루션 · 뉴욕 레드불스 · 토론토 FC | 7개     |
| 2010년        | 시카고 파이어 · 콜럼버스 크루 · D.C. 유나이티드 · 캔자스시티 위저즈 · 뉴잉글랜드 레벌루션 · 뉴욕 레드불스 · 필라델피아 유니언 · 토론토 FC | 8개     |
| 2011년        | 시카고 파이어 · 콜럼버스 크루 · D.C. 유나이티드 · 휴스턴 다이너모 · 뉴잉글랜드 레벌루션 · 뉴욕 레드불스 · 필라델피아 유니언 · 스포팅 캔자스시티 · 토론토 FC                                                                                    | 9개     |
| 2012년~2014년 | 시카고 파이어 · 콜럼버스 크루 · D.C. 유나이티드 · 휴스턴 다이너모 · 몬트리올 임팩트 뉴잉글랜드 레벌루션 · 뉴욕 레드불스 · 필라델피아 유니언 · 스포팅 캔자스시티 · 토론토 FC                                                                    | 10개    |
| 2015년~2016년 | 시카고 파이어 · 콜럼버스 크루 SC · D.C. 유나이티드 · 몬트리올 임팩트 · 뉴잉글랜드 레벌루션 뉴욕 레드불스 · 뉴욕 시티 FC · 올랜도 시티 SC · 필라델피아 유니언 · 토론토 FC                                                                       | 10개    |
| 2017년~2018년 | 애틀랜타 유나이티드 FC · 시카고 파이어 · 콜럼버스 크루 SC · D.C. 유나이티드 · 몬트리올 임팩트 · 뉴잉글랜드 레벌루션 뉴욕 레드불스 · 뉴욕 시티 FC · 올랜도 시티 SC · 필라델피아 유니언 · 토론토 FC                                              | 11개    |
| 2019년        | 애틀랜타 유나이티드 FC · 시카고 파이어 · 콜럼버스 크루 SC · FC 신시내티 · D.C. 유나이티드 · 몬트리올 임팩트 뉴잉글랜드 레벌루션 · 뉴욕 레드불스 · 뉴욕 시티 FC · 올랜도 시티 SC · 필라델피아 유니언 · 토론토 FC                                | 12개    |
| 2020년        | 애틀랜타 유나이티드 FC · 시카고 파이어 · 콜럼버스 크루 SC · FC 신시내티 · D.C. 유나이티드 · 인터 마이애미 CF · 몬트리올 임팩트 · 내슈빌 SC 뉴잉글랜드 레벌루션 · 뉴욕 레드불스 · 뉴욕 시티 FC · 올랜도 시티 SC · 필라델피아 유니언 · 토론토 FC | 14개    |
| 2021년~현재   | 애틀랜타 유나이티드 FC · 시카고 파이어 · 콜럼버스 크루 SC · FC 신시내티 · D.C. 유나이티드 · 인터 마이애미 CF · CF 몽레알 · 내슈빌 SC 뉴잉글랜드 레벌루션 · 뉴욕 레드불스 · 뉴욕 시티 FC · 올랜도 시티 SC · 필라델피아 유니언 · 토론토 FC       | 14개    |

## 역대 동부 콘퍼런스 우승 팀
| 연도 | 우승팀              | 시즌 성적 (골 득실차) |
| ---- | ------------------- | --------------------- |
| 1996 | 탬파베이 뮤터니     | 20승 12패 (+15)       |
| 1997 | D.C. 유나이티드     | 21승 11패 (+17)       |
| 1998 | D.C. 유나이티드     | 24승 8패 (+30)        |
| 1999 | D.C. 유나이티드     | 23승 9패 (+22)        |
| 2000 | 메트로스타스        | 17승 12패 3무 (+8)    |
| 2001 | 마이애미 퓨전 FC    | 16승 5패 5무 (+21)    |
| 2002 | 뉴잉글랜드 레벌루션 | 12승 14패 2무 (0)     |
| 2003 | 시카고 파이어       | 15승 7패 8무 (+10)    |
| 2004 | 콜럼버스 크루 SC    | 12승 5패 13무 (+8)    |
| 2005 | 뉴잉글랜드 레벌루션 | 17승 7패 8무 (+18)    |
| 2006 | D.C. 유나이티드     | 15승 7패 10무 (+14)   |
| 2007 | D.C. 유나이티드     | 16승 7패 7무 (+22)    |
| 2008 | 콜럼버스 크루 SC    | 17승 7패 6무 (+14)    |
| 2009 | 콜럼버스 크루 SC    | 13승 7패 10무 (+10)   |
| 2010 | 뉴욕 레드불스       | 15승 9패 6무 (+9)     |
| 2011 | 스포팅 캔자스시티   | 13승 9패 12무 (+10)   |
| 2012 | 스포팅 캔자스시티   | 18승 7패 9무 (+15)    |
| 2013 | 뉴욕 레드불스       | 17승 9패 8무 (+17)    |
| 2014 | D.C. 유나이티드     | 17승 9패 8무 (+15)    |
| 2015 | 뉴욕 레드불스       | 18승 10패 6무 (+19)   |
| 2016 | 뉴욕 레드불스       | 16승 9패 9무 (+17)    |
| 2017 | 토론토 FC           | 20승 5패 9무 (+37)    |
| 2018 | 뉴욕 레드불스       | 22승 7패 5무 (+29)    |
| 2019 | 뉴욕 시티 FC        | 18승 6패 10무 (+21)   |
| 2020 | 콜럼버스 크루 SC    | 14승 4패 5무 (+24)    |

## 콘퍼런스 우승 횟수
| 횟수 | 팀                                                                    |
| ---- | --------------------------------------------------------------------- |
| 6회  | D.C. 유나이티드 뉴욕 레드불스                                         |
| 4회  | 콜럼버스 크루 SC                                                      |
| 2회  | 뉴잉글랜드 레벌루션 스포팅 캔자스시티                                 |
| 1회  | 탬파베이 뮤터니 마이애미 퓨전 FC 시카고 파이어 토론토 FC 뉴욕 시티 FC |

## 같이 보기
- 서부 콘퍼런스 (MLS)
- 센트럴 디비전 (MLS)